# F. P. Journe
F. P. Journe (legalmente Montres Journe SA) es una marca de relojes de lujo suiza, una manufactura fundada en 1999 por François-Paul Journe. Ganador por tres veces hasta 2017 del gran premio Aiguille d'Or de la Fondation du Grand Prix d'Horlogerie de Genève, Journe se centra en la precisión de las complicaciones que introduce en sus cronómetros, con una producción de alrededor de 800 relojes al año.
El lema de la empresa, Invenit et Fecit (en latín: "Inventado y hecho"), indica que la empresa diseña y construye la totalidad de sus relojes, y especialmente sus movimientos.
F.P.Journe es el único relojero que aún tiene su sede en el centro de Ginebra, con la sede de la empresa, las instalaciones de fabricación y un espacio de exposición con biblioteca ubicado en una fábrica de lámparas de gas acondicionada al efecto en el barrio de Coulouvrenière Rois. F.P. Journe también posee su propio fabricante de cajas, Les Boîtiers de Genève, y su propio fabricante de esferas, Les Cadraniers de Genève, ubicado en las mismas instalaciones en Meyrin, un municipio en el cantón de Ginebra. En 2018, Chanel adquirió el 20% de la empresa por un monto no revelado.

## Historia
François-Paul Journe nació en Marsella, Francia, en 1957. Era un niño rebelde, y a los 14 años lo enviaron a una escuela técnica local. En 1976 se graduó en la escuela de relojería de París.
El lema de la marca, Invenit et Fecit (que en latín significa "Inventado y hecho"), indica que la empresa diseña y construye la totalidad de los movimientos. Los diseños de movimientos de Journe son originales y ha inventado sistemas completamente nuevos, como el cronómetro de resonancia.
Journe fue entrevistado en 2008 por la revista Lusso. El escritor, Oliver Walston, dijo: "Me recibió con una gran sonrisa, pero quizás sea porque ya tengo dos de sus relojes".

## Premios
F.P. Journe ha ganado el gran premio "Aiguille d'Or" en el "Grand Prix d'Horlogerie" en tres ocasiones: en 2004 por el Tourbillon Souverain "à seconde morte", el Tourbillon Souverain de la generación actual con segundero muerto; en 2006 por la Sonnerie Souverain, con Gran Sonería y Pequeña Sonería por las que F.P. Journe recibió 10 patentes; y en 2008 por el Centigraphe Souverain, un cronógrafo con cronometraje aislado del mecanismo del cronógrafo, lo que le permite medir centésimas de segundo a pesar de un movimiento de 3 Hz. Hasta 2018, ninguna otra «manufactura» había ganado la «Aiguille d'Or» más de dos veces.
La firma también ha ganado cuatro premios de categoría en el Grand Prix d'Horlogerie: el Premio Especial del Jurado de 2002 por el Octa Calendrier; el Premio de Reloj Masculino de 2003 por el Octa Lune; el Premio de Reloj Masculino de 2005 por el Chronomètre Souverain; y el Premio de Reloj Complicado de 2010 por el Chronomètre à Résonance.

## Filantropía

### Only Watch
F.P. Journe participó en la subasta Only Watch por primera vez en 2015, presentando el Tourbillon Souverain Bleu, un reloj tourbillon basado en el Chronomètre Bleu, que incluye una esfera azul cromada y una caja de tantalio, esta última muy poco común para un tourbillon. Al igual que el Tourbillon Souverain estándar, cuenta con un movimiento de oro rosa de fabricación propia y "remontuar d'égalité", así como segundero muerto. El Tourbillon Souverain Bleu se vendió por 550.000 francos suizos en una subasta.
Para la edición del año 2017 del Only Watch, F.P. Journe donó un cronógrafo monopulsador de fracciones de segundo de 44 mm con esfera azul y con un movimiento completamente nuevo que no se utilizaría en ningún otro reloj de F.P. Journe. El reloj se vendió por 1.150.000 francos suizos en una subasta, lo que lo convirtió en uno de los relojes de pulsera independientes más caros de la historia. Posteriormente, F.P. Journe lanzó una versión modificada del movimiento en la serie Chronographe Monopoussoir Rattrapante de la gama "LineSport".

### Action Innocence
F.P. Journe ha donado relojes a subastas en beneficio de la organización benéfica suiza Action Innocence. En 2015, un Tourbillon Souverain especial con esfera violeta recaudó 650.000 francos suizos, mientras que un Élegante especial con esfera violeta recaudó 55.000 francos suizos. En 2017, un Chronomètre Optimum especial con esfera violeta se vendió por 200.000 francos suizos. En 2023, un Octa especial con esfera violeta se vendió por 1.000.000 de francos suizos.

## Boutiques
Los relojes F.P. Journe solo están disponibles a través de las boutiques propiedad de la empresa y de asociaciones minoristas oficiales (con la marca ESPACE F.P. Journe). Su primera boutique se abrió en Tokio en 2003, cuyo vigésimo aniversario se celebró con el último reloj de "edición limitada" de la empresa. En 2019, Journe inauguró un nuevo tipo de boutique más grande en el downtown de Miami llamada Maison F.P. Journe. Esta ubicación reemplaza las antiguas boutiques del área de Miami en Boca Ratón y Bal Harbour. Cuatro años después, Journe abrió otor punto de venta en el SoHo (Nueva York), reemplazando la antigua boutique en el Upper East Side. Las boutiques actuales propiedad de la compañía, enumeradas en orden de fecha de apertura, están ubicadas en:
- Tokio, abrió en mayo de 2003
- Hong Kong, abrió en octubre de 2006
- Ginebra, abrió en abril de 2007
- París, abrió en diciembre de 2009
- Los Ángeles, abrió en julio de 2013
- Beirut, abrió en septiembre de 2014
- Kiev, inaugurada en febrero de 2017
- Maison F.P. Journe Miami, inaugurada en marzo de 2019
- Dubái (ciudad), inaugurada en octubre de 2019
- Maison F.P. Journe Nueva York, inaugurada en abril de 2023
- Londres, inaugurada en septiembre de 2023
- Bangkok, inaugurada en enero de 2024

## Patrimoine Service
En 2016, F.P. Journe lanzó Patrimoine Service, un programa oficial que adquiere relojes fuera de producción para coleccionistas. F.P. Journe compra, autentifica y repara los relojes en su sede de Ginebra, luego los revende a través de sus boutiques oficiales y plataformas en línea como Watchbox. Una nueva tarjeta de garantía, caja y garantía de tres años acompañan a todos los relojes vendidos a través del Patrimoine Service. F.P. Journe es la primera "fábrica" suiza que ofrece este servicio.